# کاتچومن

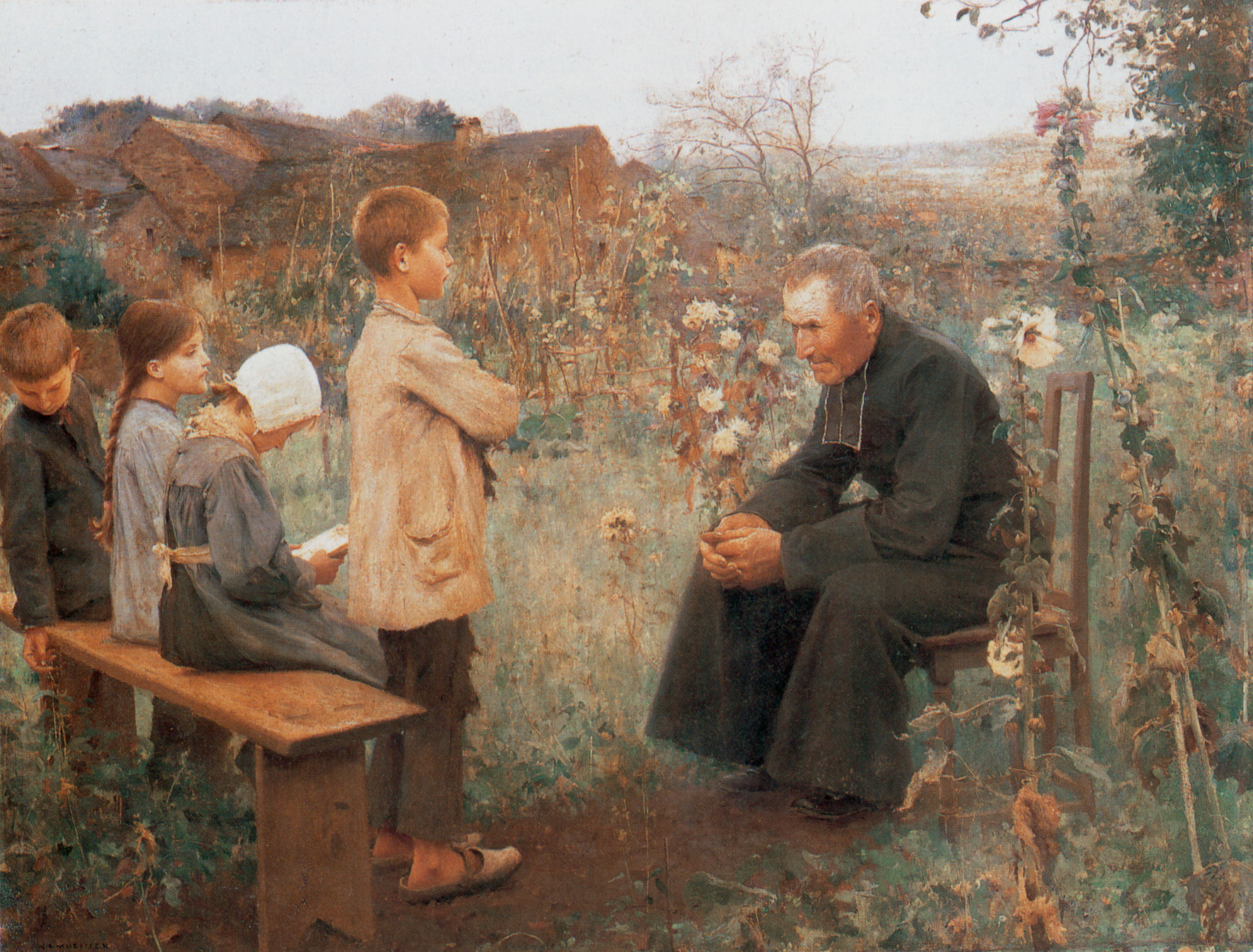
درس تعلیم و تربیت اثر ژول-الکسیس مونیر

تعلیمی (κατήχησις) یا کاتچومن فردی است که قبل از پذیرش عضویت در کلیسا، در مورد آموزه‌های اساسی مسیحیت آموزش می‌گیرد یا فردی که به مسیحیت گرویده‌است، اما در مرحله قبل از غسل تعمید، در زمینه مسیحیت و انضباط در حال آموزش دیدن است. آموزش تجربه ایجاد تغییر مذهب و هویت مسیحی در بزرگسالان است یا آموزش پایه تعلیمات دینی به کودکان و بزرگسالان است که اغلب از کتاب تعلیم یاکتکیزم آمده‌است. این آموزش به عنوان نوکیشان به مسیحیت آغاز شد، اما با نهادینه شدن دین مسیحیت، تعلیم برای آموزش اعضایی که در دوران نوزادی غسل تعمید یافته بودند مورد استفاده قرار گرفت. دوره تعلیمی دوره ای طولانی است که در طی آن به نامزدها شکل‌گیری و راهنمایی مناسب شبانی داده می‌شود که هدف آن تربیت آنها در زندگی مسیحی است.
تا سده سوم (میلادی) خواسته‌های نامزدها برای غسل تعمید با آماده‌سازی قبلی، همراه بود و می‌توانست تا ۳ سال طول بکشد.
کاتچومن شخصی است که مایل به گرویدن به مسیحیت و دریافت غسل تعمید است و قبل از آن مسیحیت به او آموزش می‌شود. در قرون اولیه کاتچومن باید توسط مسیحیان دیگری معرفی می‌شد که ضامن صداقت و نگرش آنها بود. غسل تعمید بزرگسالان رایج‌ترین مورد در قرن‌های اول مسیحیت بود که به معنای تغییر دین از چندخداپرستی یا فلسفه‌های رایج در امپراتوری روم بود. کسانی که می‌خواستند مسیحی شوند، جوامع مسیحی آنها را در معرض آزمون‌ها و دوره‌های مختلف تشخیص یا یادگیری قرار می‌دادند.
دوره تعلیمی می‌تواند تا چند سال یا برای مدت کوتاه تری ادامه یابد. این بستگی به این دارد که شخص چگونه در ایمان رشد می‌کند. کاتولیک‌ها معمولاً پس از دریافت اولین مراسم عشای ربانی خود تأیید می‌شوند. هنگامی که یک فرد بزرگسال وارد کلیسای کاتولیک می‌شود، باید غسل تعمید، تأیید و تصدیق و عشای ربانی را به ترتیب دریافت کند. غسل تعمید پایه و اساس آیین آغاز است و فرد را از گناه اصلی رها می‌کند. تصدیق دومین آیین تشریفات است و به معنای تقویت ایمان است. عشای ربانی سومین است و در این کاتولیک‌ها از بدن و خون مسیح شریک می‌شوند تا بخشی از قربانی او باشند.